# Leocadia (Heilige)
Die heilige Leocadia ist eine spanische Heilige. Die Überlieferung besagt, dass sie in den Christenverfolgungen des römischen Kaisers Diokletian am 9. Dezember vermutlich des Jahres 304 das Martyrium erlitt.

## Biographie
Über das Leben der hl. Leocadia ist so gut wie nichts bekannt; wahrscheinlich stammte sie aus Toledo oder seiner Umgebung. Ihr Name deutet auf einen griechischen Ursprung ihrer Familie hin. Der römische Statthalter, ein Mann namens Decianus unternahm der Überlieferung zufolge den Versuch, sie durch Folter und Androhung des Todes dazu zu bewegen, ihrem Glauben abzuschwören; nach dem Vorbild der hl. Eulalia blieb sie jedoch standhaft und starb im Gefängnis an den Folgen der Folter.

## Verehrung
Der Name der Märtyrerin erscheint nicht in den verschiedenen Märtyrerhymnen des spätantiken spanischen Dichters Prudentius (348–405), doch wurde ihr bereits früh eine Grabeskirche in Toledo geweiht, in der drei toledanische Konzilien (633, 636 und 638) abgehalten wurden. Ihr Gedenktag, der 9. Dezember, erscheint in spanischen Martyrologien des 9. Jahrhunderts.
Die hl. Leocadia wurde auf einem Friedhof in der Nähe des Tajo beigesetzt, wo sich schon bald ein Kult entwickelte. Im 9. Jahrhundert wurden ihre Reliquien wegen der Übergriffe Abd ar-Rahmans II. nach Oviedo gebracht, wo Alfons II. von Asturien eine ihr geweihte Kirche errichten ließ. Im 11. Jahrhundert erhielt ein Graf aus dem Hennegau, der als Jakobspilger nach Spanien aufgebrochen war und dort an der Seite Alfons’ VI. gegen die Muslime kämpfte, zum Dank für seine militärischen Dienste die Reliquien der hl. Leocadia und des hl. Sulpicius, die er der Benediktinerabtei von Saint-Ghislain zum Geschenk machte, wo sie allerdings ein Schattendasein führten. Philipp der Schöne und Johanna von Kastilien brachten bei einem Besuch (um 1500) einen Schienbeinknochen der Heiligen zurück nach Spanien.
Während der spanisch-niederländischen Kriege des 16. Jahrhunderts wurde die Abtei in Mitleidenschaft gezogen. Im Jahre 1583 wurden die Reliquien von einem Jesuiten entdeckt und drei Jahre später nach Rom gebracht; von dort kamen sie per Schiff nach Valencia und anschließend nach Toledo. König Philipp II. war selbst bei der Reliquientranslation im Jahr 1587 anwesend.
Die hl. Leocadia ist die Schutzpatronin der Stadt Toledo. Obwohl die Heilige in Spanien durchaus bekannt ist, hat keiner der großen spanischen Maler des 16. und 17. Jahrhunderts eine Darstellung von ihr oder ihrem Martyrium hinterlassen.

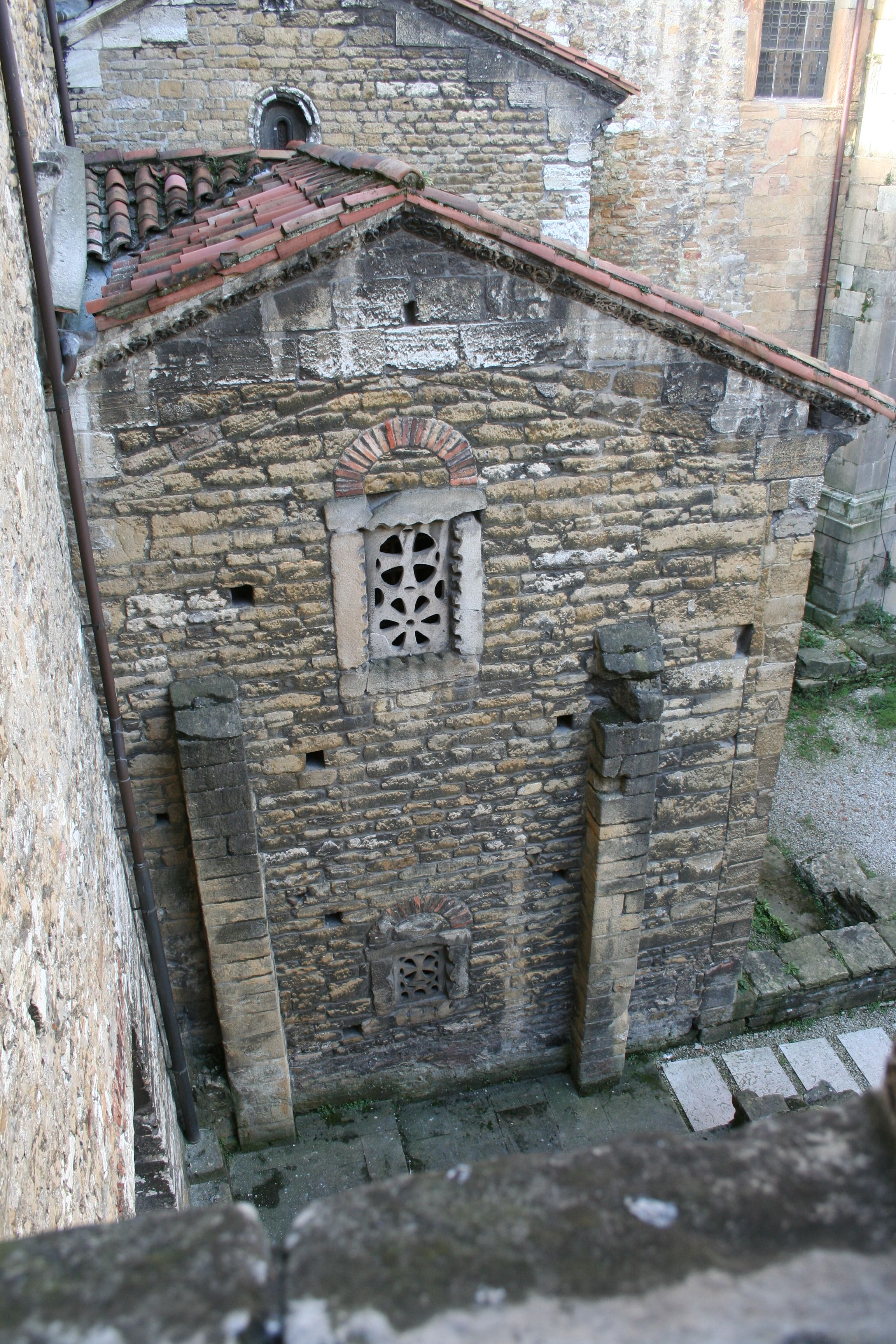
Oviedo – Kapelle Santa Leocadia
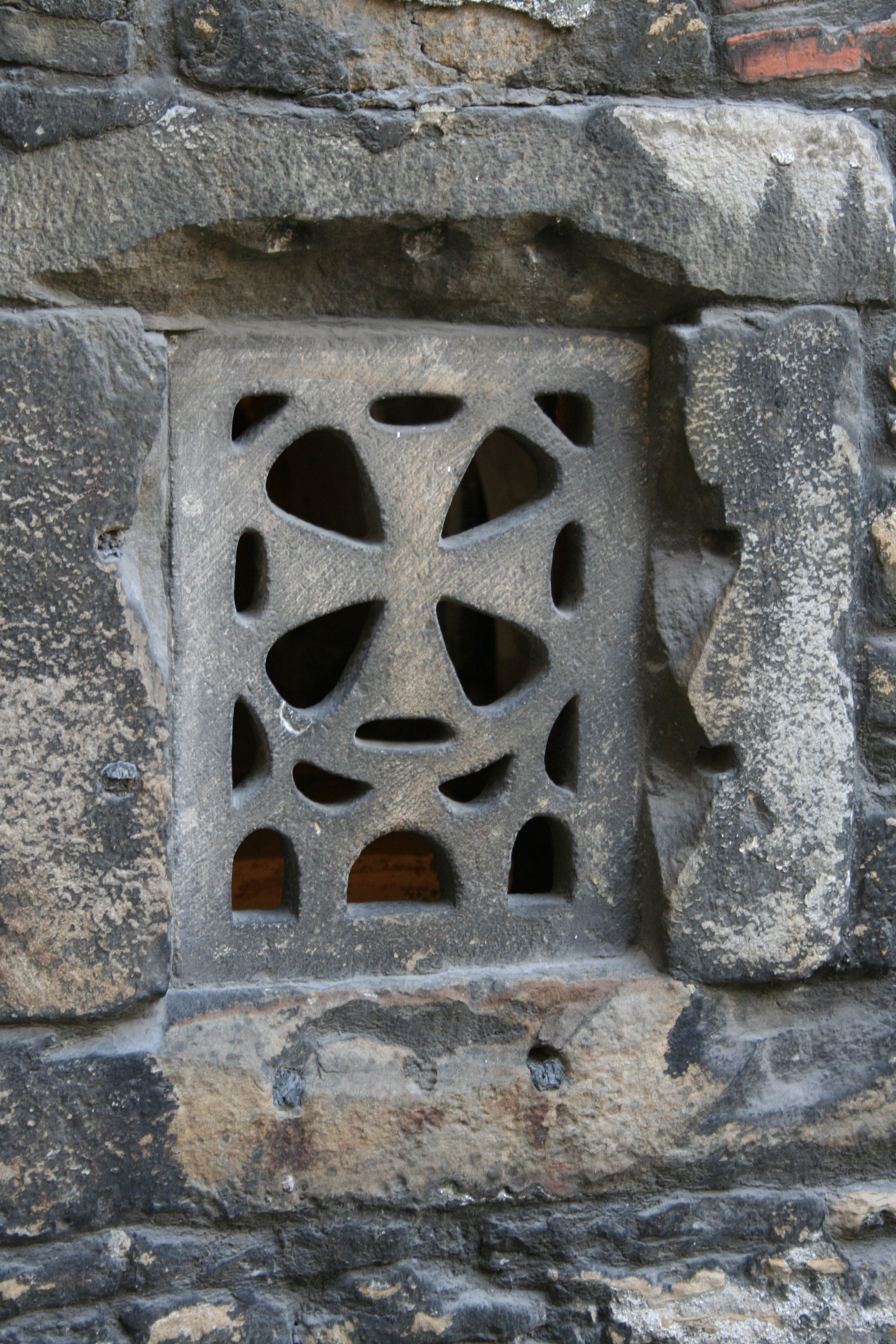
Fenster
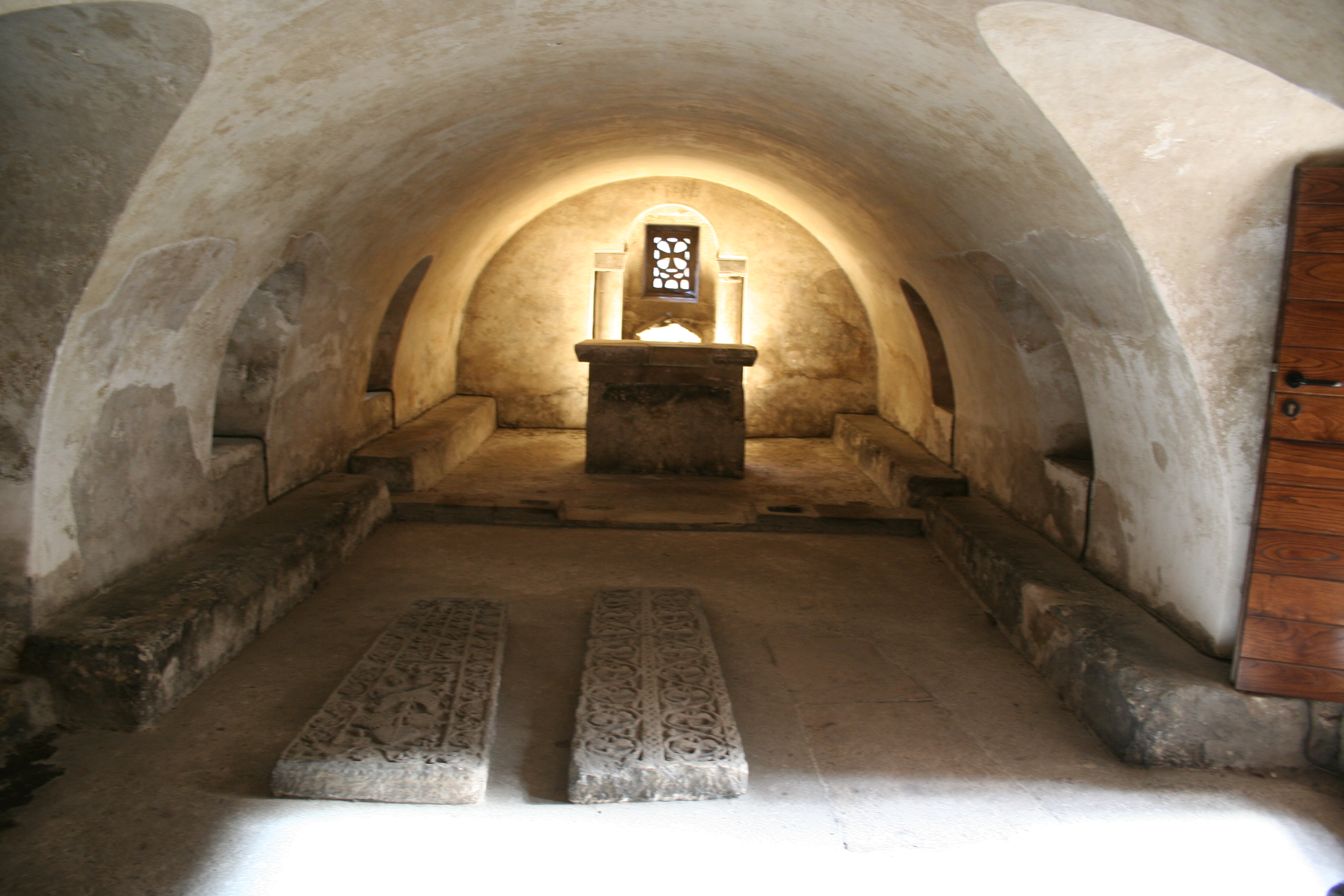
Krypta
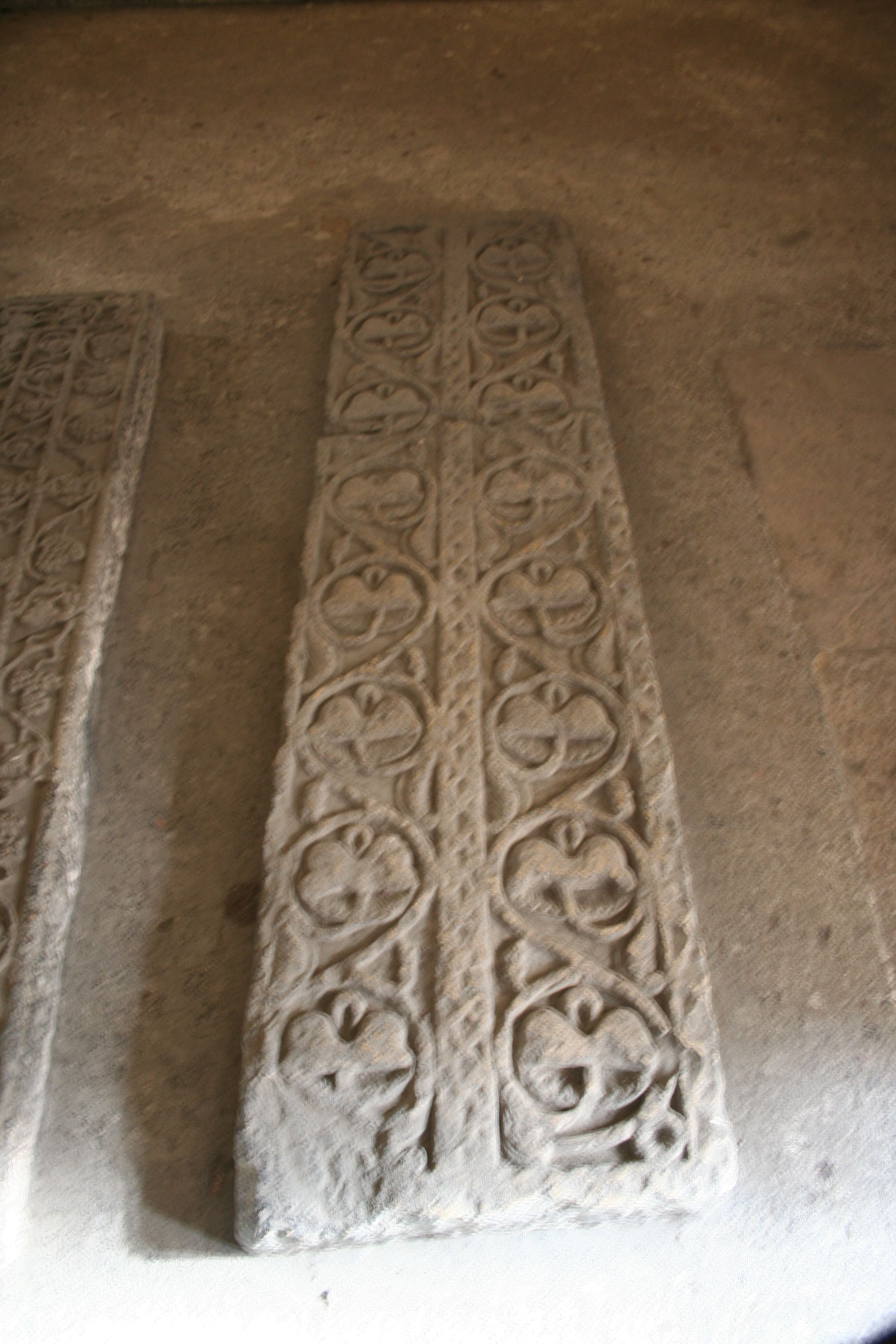
Ornamentierte Platte